# Куликовські
Куликовські — слобідський козацько-старшинський і дворянський рід молдовського походження. Перший у роду на Слобідській Україні був Прокопій Куликовський, дворянин з оточення молдовського князя Дмитра Кантеміра.

## Поява Куликовських на Слобожанщині
З приходом до влади у Московському царстві Петра Олексійовича починається доба постійних війн. За часів однієї з цих війн (Московсько-турецька війна 1711—1713), був зроблений наступ на васальне до Османської імперії Молдовське князівство. Молдавський князь Дмитро Кантемір, маючи бажання звільнитися від залежності від османів, заключає угоду з Петром Олексійовичем. Московські війська здійснюють невдалий для них Прутський похід 1711 року. Князь та його оточення вимушені були разом з московськими військами піти з Молдови. Разом з ним пішло майже все його оточення, серед якого займали поважне місце Куликовські. Молдовани, будучи улюбленцями Петра, швидко отримали чини. Прокопій Куликовський став навіть полковником Харківського козацького полку в 1712 році. Сама ж родина стала полковою старшиною. Куликовські, як дворяни іноземного походження, були внесені до IV-ї частини родовідної книги Харківського намісництва. Начебто, їх рід був відомий ще до 1600 року.

## Представники роду

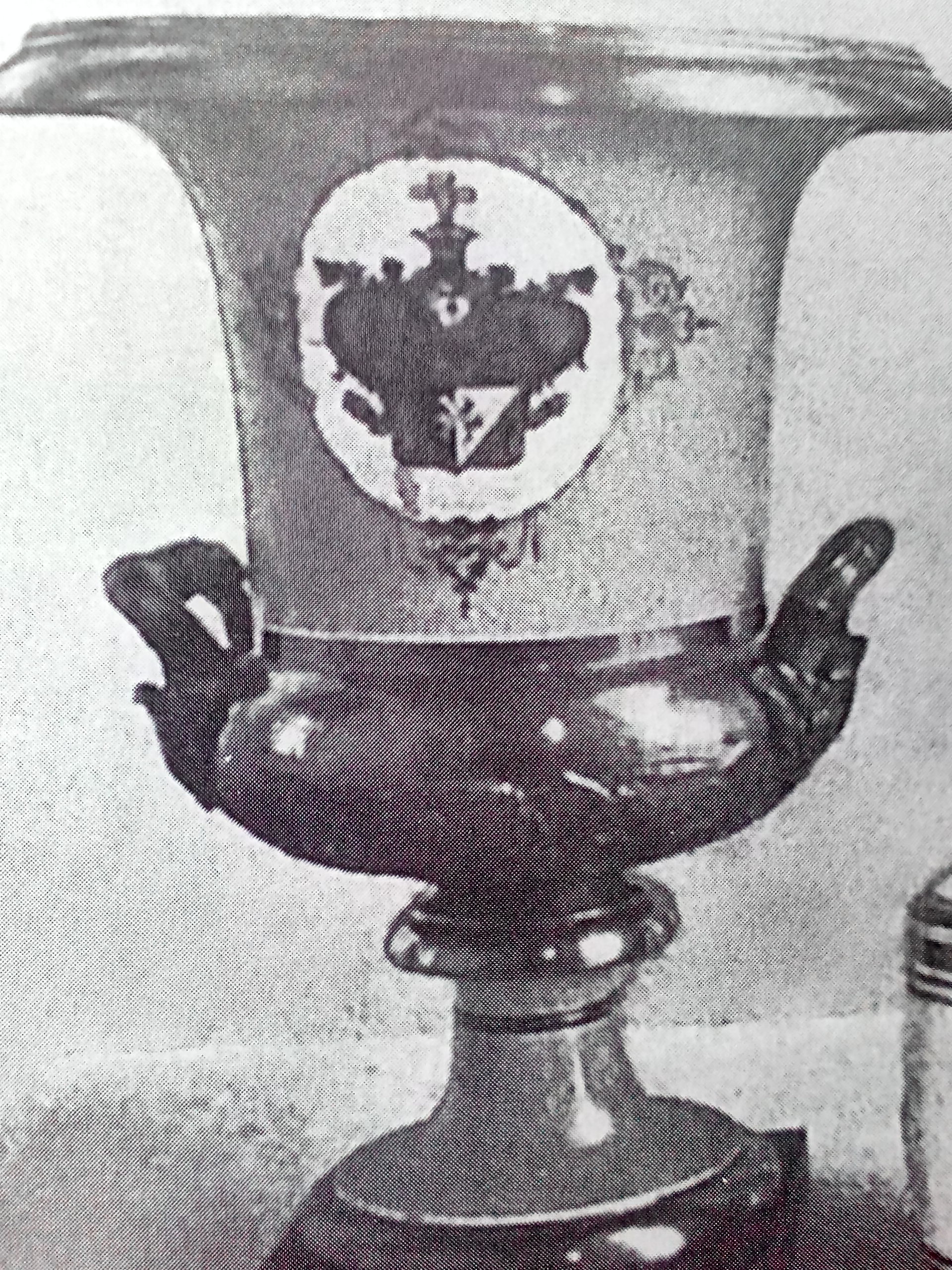
Герб Куликовських на вазі (1914).

- Прокопій Васильович Куликовський (1673 — 30.08.1727) — перший представник роду на  Слобожанщині. Виїхав в 1711 році з Молдавського князівства, серед оточення князя Дмитра Кантемира. Полковник Харківського слобідського козацького полку (з 1712 року). Дружиною його була Софія (при народженні Талпеці, з боярського молдовського роду). В шлюбі мав дітей: Костянтина, Євстафія, Юрія, Матвія.
  - Костянтин Прокопович Куликовський (р.с. 1719) — син Прокопія Васильовича Куликовського. Був убитий у битві з запорожцями-харцизами у своєму власницькому селі Бірки. Разом з ним було вбито 6 драгунів[2].
  - Євстафій Прокопович Куликовський — син Прокопія Васильовича Куликовського.
    - Іван Євстафійович Куликовський — син Євстафія Прокоповича. Надвірний радник. Золочівський повітовий маршалок шляхти (1783—1786, 1792—1795, з 1795—1797).[3] Богодухівський повітовий маршалок шляхти (1801—1804).

  - Юрій Прокопович Куликовський — син Прокопія Васильовича Куликовського.
    - Дмитро Юрійович Куликовський — син Юрія Прокоповича Куликовського. Секунд-майор. Мав за маєток дачу на хуторі Дейнеківськім.
      - Василь Дмитрович Куликовський — син Дмитра Юрійовича Куликовського. Титулярний радник. Власник слободи Бірки у Зміївському повіті, де в 1828 році, побудував храм Преображення Господнього.[4]

  - Матвій Прокопович Куликовський (р.н. 1711) — син Прокопія Васильовича Куликовського. Був полковником Харківського слобідського козацького полку в 1761—1765 роках. За його полковництва (1765 рік) було скасовано полковий устрій Слобожанщини. Був маршалком шляхти Харківщини. Перша дружина — Пелагія Степанівна Родзянко, дочка Хорольського сотника, та Миргородського полкового обозного Степана Родзянка. Друга дружина (з 1746 року) — вдова сотника Липецької сотні Харківського полку Івана Черняка.[5]
    - Іван Іванович Черняк — пасинок Матвія Прокоповича Куликовського, сотник Липецької сотні Харківського полку. Вітчим благоволив йому, незважаючи на скарги козаків, та старшини.[6]
    - Микола Матвійович Куликовський (р.н.1754) — син Матвія Прокоповича. Майор. Після виходу в відставку, надвірний радник. Валківський повітовий маршалок шляхти (1786—1789, 1789—1792, 1792—1795). Богодухівський повітовий маршалок шляхти (1798—1801).
    - Михайло Матвійович Куликовський (3) (1756—1832 р.ж.) — син Матвія Прокоповича. Полковник (1812). Валківський повітовий маршалок шляхти (1804—1807, 1807—1810, 1810—1813, 1813—1816). Поховано було у слободі Рокитне. Першою дружиною його була Людгарда Антонівна, донька генерал-лейтенанта Антона Казимировича Злотницького. Другою дружиною стала дочка Сумського поміщика Алферова. У 1812 році керівник кінного козацького полку земського війська створеного у Слобідсько-Української губернії[7].
      - Олександр Михайлович Куликовський (р.н. 1798) — син Михайла Матвійовича, від першого шлюбу.
        - Микола Олександрович Куликовський (1881—1958 р.ж.) — був чоловіком сестри останнього російського імператора Миколи II, великої княгині Ольги Олександрівни. Дав початок морганатичної гілки Романових, Куликовських —Романових. Родина мала двох синів: Тихона та Гурія.
          - Тихон Миколайович Куликовський-Романов (1917—1993 р.ж.) — старший син Миколи Олександровича та великої княгині Ольги Олександрівни. Народився у Криму, в подальшому з родиною мешкав у Данії, у 1948 році з родиною переїхав до Канади. Одружений у першому шлюбі з Агнет Петерсен (родина не мала дітей), у другому шлюбі з Лівією Себастьян (родина мала доньку Ольгу). Похований у місті Торонто, Канада.
          - Гурій Миколайович Куликовський-Романов (1919—1984 р.ж.) — молодший син Миколи Олександровича та великої княгині Ольги Олександрівни. Народився у станиці Новомінській (Кубань), в подальшому з родиною мешкав у Данії, у 1948 році з родиною переїхав до Канади. Служив у данській гвардії, з якої звільнився маючи звання капітана. У Канаді працював вчителем. Одружений у першому шлюбі з Рутою Шварц (родина мала дітей: Ксенію, Леоніда та Олександра), у другому шлюбі з Азою Гагаріною. Похований у Бруквіллі, Канада.

      - Варвара Михайлівна Зарудна (р.н. 1800) — донька Михайла Матвійовича, від першого шлюбу. Одружена з поручиком Іваном Андрійовичем Зарудним. Мати Сергія та Митрофана Зарудних.
      - Ганна Михайлівна (р.н. 1804) — донька Михайла Матвійовича, від першого шлюбу.
      - Марія Михайлівна (р.н. 1805) — донька Михайла Матвійовича, від першого шлюбу.
      - Єлизавета Михайлівна (р.н. 1807) — донька Михайла Матвійовича, від першого шлюбу.
      - Софія Михайлівна Хлопова (р.н. 1810) — донька Михайла Матвійовича, від другого шлюбу.
      - Олена Михайлівна Перекрестова-Осипова (р.н. 1813) — донька Михайла Матвійовича, від другого шлюбу. Одружена з штабс-капітаном з відомого охтирського старшинського роду Перекрестових-Осипових.
      - Єлизавета Михайлівна (р.н. 1813) — донька Михайла Матвійовича, від другого шлюбу.

    - Марія Матвіївна Полуботок — дочка Матвія Прокоповича. Була дружиною бунчукового товариша Василя Андрійовича Полуботка, онука наказного гетьмана Війська Запорозького, та Чернігівського полковника Павла Леонтійовича Полуботка. Цим шлюбом родина Куликовських поріднилася з видатною козацькою старшинською родиною Полуботків.

## Зв'язки з іншими аристократичними родами

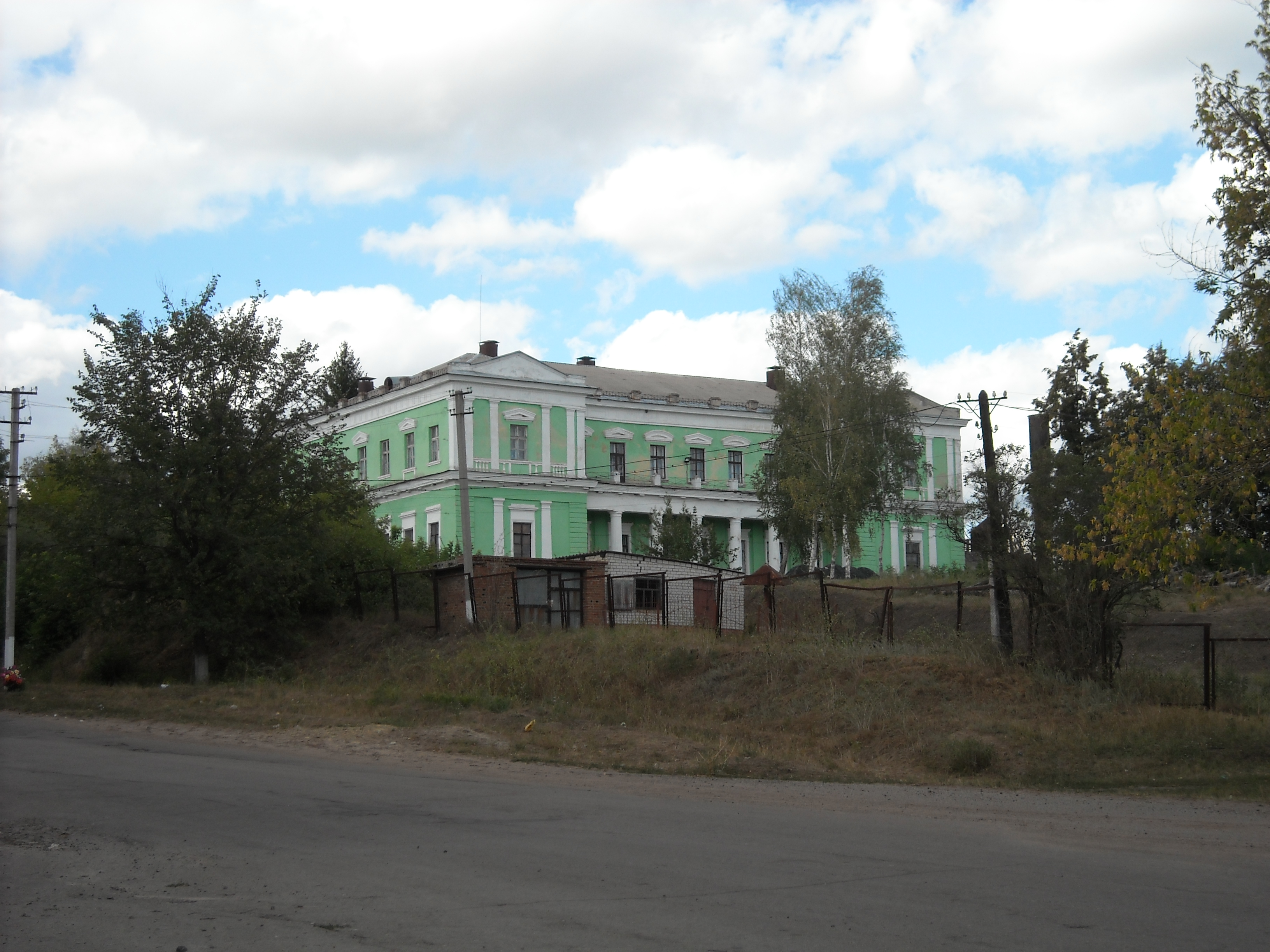
Палац Куликовських в Рокитному поч. XIX ст.

Серед інших слобідських старшинських родів Куликовські в Слобідській Україні з'явились відносно пізно. Переселившись з Молдовського князівства вони опинилися в чужому їм оточенні. Користуючись симпатією царя Петра Олексійовича, Куликовський становиться полковником, а родина входить до полкової старшини. Завдяки вдалим шлюбам родина споріднюється з відомими козацькими родами. Марія Матвіївна зв'язала Куликовських з гетьманською, та чернігівською полковничою родиною Полуботків. А через Олену Михайлівну Куликовські поріднилися з охтирською полковничою родиною Перекрестових — Осипових. Також шлюбні зв'язки пов'язали рід, з Миргородською старшинською полковою родиною Родзянків. Також були налагоджені шлюбні зв'язки й з загально російськими дворянськими родинами. Вершиною шлюбної політики роду, можливо назвати одруження в 1916 році Миколи Олександровича Куликовського з великою княжною Ольгою Олександрівною Романовою, рідною сестрою останнього Російського імператора. На сьогодення, це окремий рід Куликовських — Романових.
Шлюбні зв'язки родини:
- Романови
- Родзянки
- Донці-Захаржевські
- Полуботки
- Перекрестови — Осипови

## Пам'ятки про родину

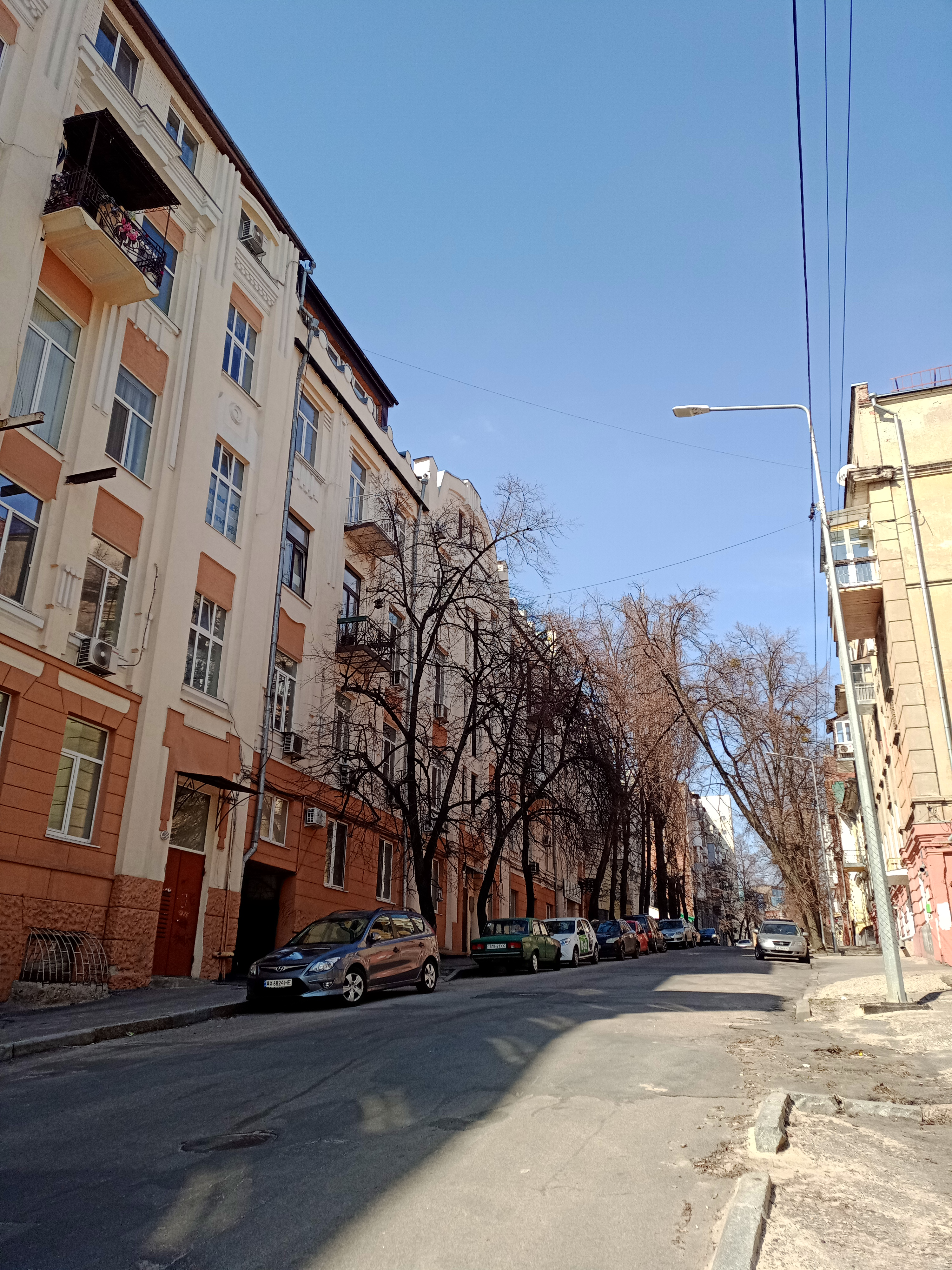
місто Харків, Куликівський узвіз

- В Харкові є вулиця Куликівська, названа так, в зв'язку з тим, що тут розміщувалася садиба Матвія Прокоповича Куликовського, та його нащадків. Розташована вулиця, в центрі міста;
- В Харкові також є Куликівський узвіз, розташований біля Куликівської вулиці;
- Також існуюча в Харкові вулиця Дарвіна, до 1920 року мала назву Садово-Куликівської;
- Місцевість у центрі Харкова (Нагірний район)на пагорбі недалеко від спуску до річки Харків де разміщувалася садиба Куликовських мала назву «Куликова гора». Саме в цієї місцині розташовані вулиці Куликівська, Дарвіна (Садово-Куликівська) та Куликівський узвіз.
- У селі Красне Херсонської області є вулиця Матвія Куликовського.

## Маєтки
- Слобода Бірки (в наш час селище міського типу Бірки). Було забране у Івана Григоровича Донець-Захаржевського, полковником Харківським Прокопієм Куликовським. Належало дружині полковника Софії;
- Хутір Дейнеківський;
- Слобода Кантакузівка (в наш час село типу Кантакузівка). Наприкінці XVIII залежала майору Миколі Матвійовичу Куликовському. Він побудував у 1796 Захаріївський храм;[4][8]
- Слобода Лідне (з початку XX сторіччя стала частиною міста Харків);
- Слобода Миколаївка (в наш час село Миколаївка);
- Слобода Рокитне (в наш час Рокитне) (з 1746). Стала родинним маєтком при одруженні Матвія Прокоповича Куликовського з вдовою сотника Липецької сотні Івана Черняка. Після смерті його сина Михайла Матвійовича (1832 рік) перейшло до доньок (родини Хлопових, та Перекрестових-Осипових);
- Слобода Чепіль (в наш час село Чепіль).

## Галерея

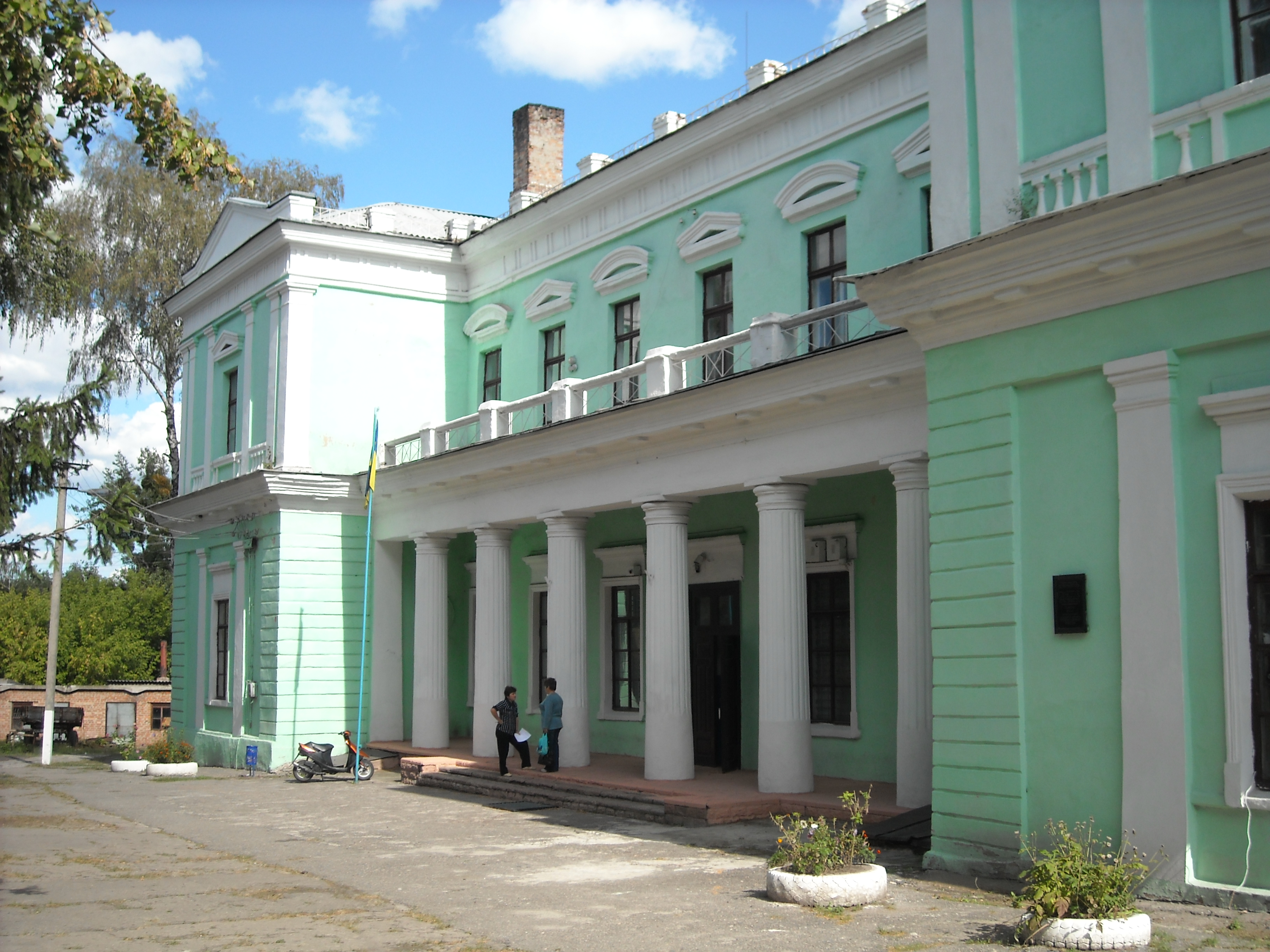
Маєток Куликовських у селі Рокитне (головний вхід)
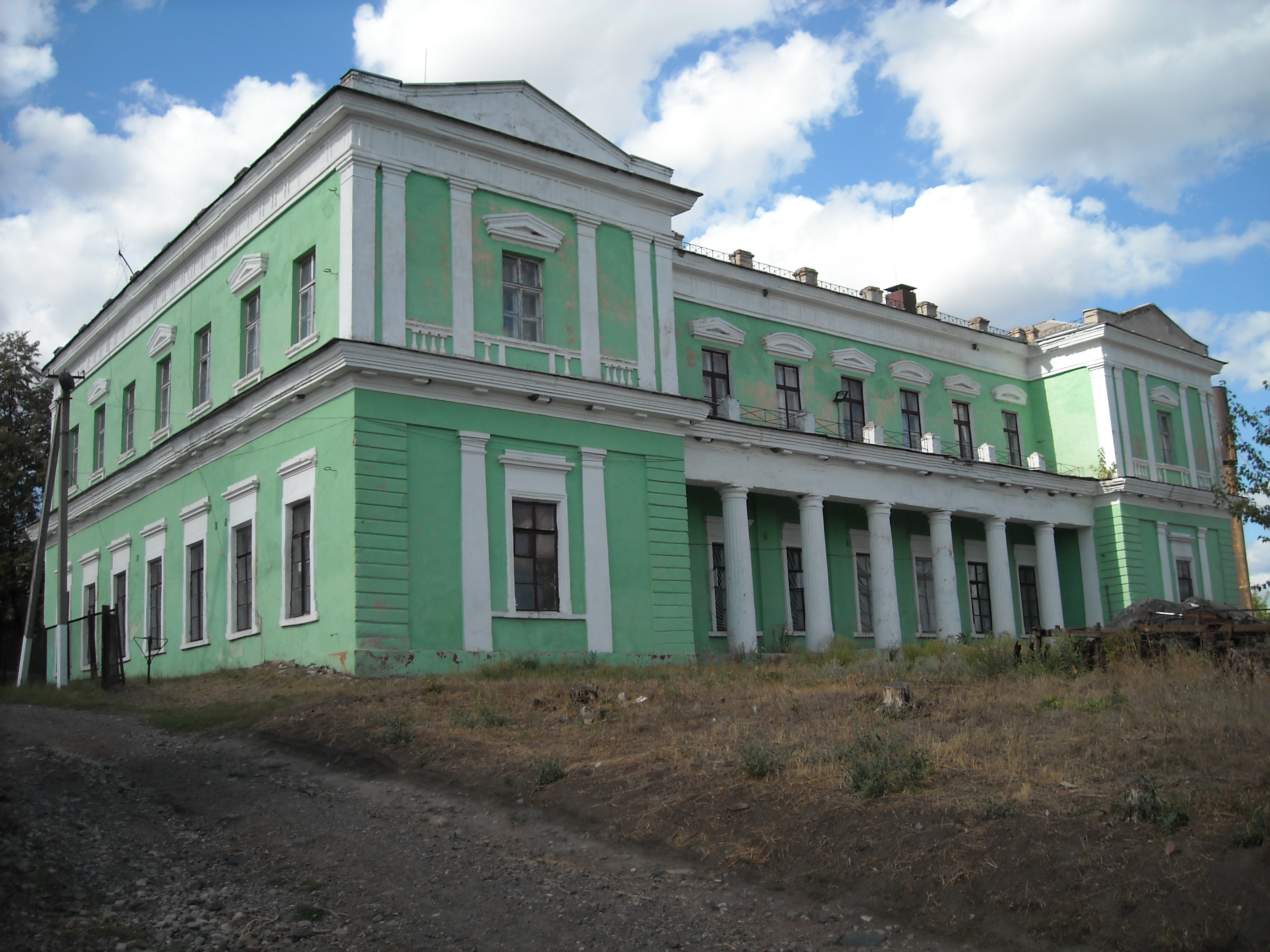
Маєток Куликовських у селі Рокитне (зворотня сторона)
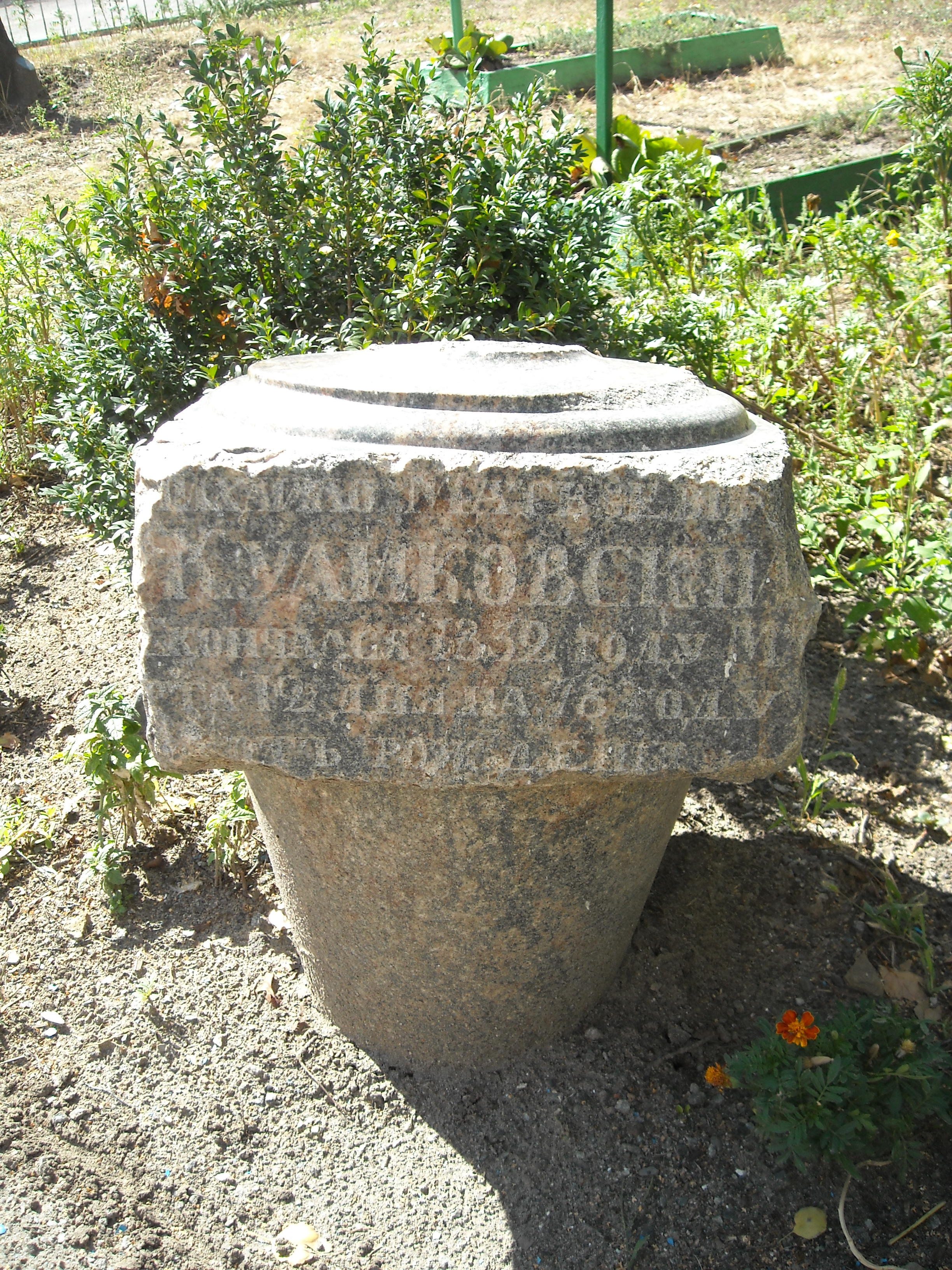
Надгробок Михайла Матвійовича Куликовського